# Кујунџић
Кујунџић је српскохрватско презиме, презиме по занимању настало од кујунџија, турцизам у значењу „златар“. Може се односити на следеће особе:
- Милан Кујунџић Абердар (1842-1893), српски песник, филозоф и политичар
- Лазар Кујунџић (1880–1905), српски герилац
- Богољуб Кујунџић (1887–1949), српски политичар